# シェキラ☆☆☆
- ラブライブ! > ラブライブ!スーパースター!! > Liella! > シェキラ☆☆☆

「シェキラ☆☆☆」は、Liella!の楽曲。同グループの13枚目のシングルとして2024年1月10日にLantisから発売された。

## 背景
前作「MIRACLE NEW STORY」から約8ヶ月ぶりとなるリリース。結那と坂倉花がLiella!に加入して11人体制となってから初のシングルとなった。
表題曲「シェキラ☆☆☆」は、2024年1月より開催される5thライブ『Liella! 5th LoveLive! ～Twinkle Triangle～』のテーマソング。2023年12月11日放送の生放送『ラブライブ！スーパースター!! Liella!生放送 〜2023年！ラストスパート!!生放送〜』でタイトル及び楽曲が解禁され、12月13日にフジテレビ系列で放送された『2023 FNS歌謡祭 第2夜』でテレビ初披露した。

## リリース
2024年1月10日にLantisからリリースされた。本作は『LoveLive! Series Presents ユニット甲子園 2024』と連動した3週連続リリースの第1弾として位置づけられ、『LoveLive! Series Presents ユニット甲子園 2024』のラブライブ！スーパースター!!先行のシリアルナンバーが封入されている。

## チャート成績
2024年1月9日付オリコンデイリーシングルランキングで1位にランクインし、2024年1月22日付オリコン週間シングルランキングで1.4万枚を売り上げて1位にランクイン。Liella!としてはシングル・アルバム通じて初の首位獲得となった。ラブライブ!シリーズのシングル作品が首位を獲得するのはAqoursの「僕らの走ってきた道は…/Next SPARKLING!!」以来5年ぶり。
2024年1月17日公開のBillboard JAPAN Top Singles Salesの週間チャートで1位を獲得した。Liella!の楽曲がビルボードチャートで週間1位にランクインするのは初めて。

## 収録曲
| 全作詞: 宮嶋淳子。 |                               |           |                                |                   |        |      |
| #                  | タイトル                      | 作詞      | 作曲                           | 編曲              | 弦編曲 | 時間 |
| 1.                 | 「シェキラ☆☆☆」               | 宮嶋淳子  | 小池竜暉 Hoffnung              | 小池竜暉 Hoffnung |        | 4:22 |
| 2.                 | 「FANTASTiC」                 | 宮嶋淳子  | YUU for YOU Giz'Mo(from Jam9 ) | YUU for YOU       |        | 3:35 |
| 3.                 | 「私のSymphony ～2023Ver.～」 | 宮嶋淳子  | 高木誠司 高慶"CO-K"卓史        | 高慶"CO-K"卓史    | 兼松衆 | 3:58 |
| 4.                 | 「シェキラ☆☆☆」(Off Vocal)    | 宮嶋淳子  |                                |                   |        | 3:21 |
| 5.                 | 「FANTASTiC」(Off Vocal)      | 宮嶋淳子  |                                |                   |        | 3:35 |
| 合計時間:          | 合計時間:                     | 合計時間: | 合計時間:                      | 合計時間:         | 18:51  |      |